# E zuo ju zhi wen
E zuo ju zhi wen (caratteri cinesi: 惡作劇之吻; titolo internazionale: It Started With a Kiss) è una serie televisiva di Taiwan trasmessa originariamente su  China Television e Gala Television dal 25 settembre 2005 al 12 febbraio 2006. La serie è tratta dai primi 10 volumi del manga giapponese Itazura na Kiss (イタズラなKiss) di Kaoru Tada; del cast facevano parte come protagonisti i celebri Joe Cheng e Ariel Lin. La serie fu uno dei programmi di maggior successo a Taiwan nel 2005.
Dopo lo strepitoso successo di It Started With a Kiss, che termina quando i due ragazzi si sposano, iniziarono subito le riprese del sequel, They Kiss Again, che racconta la vita dei due dopo il loro matrimonio: fu trasmesso sempre su CTV e GTV dal 16 dicembre 2007 al 27 aprile 2008.

## Trama
Yuan Xiang Qin (Ariel Lin) è una studentessa di scuola superiore pasticciona, ingenua, ma ottimista. Sin da quando ha incontrato Jiang Zhi Shu (Joe Cheng) all'orientamento per le matricole, si è innamorata di quel genio con un quoziente d'intelligenza di 200. Dopo due anni in cui ha avuto una cotta per lui, finalmente trova il coraggio di confessargli il suo amore a scuola con una lettera d'amore. Zhi Shu però non ne rimane impressionato, e Xiang Qin viene lasciata sola in pubblica umiliazione davanti all'intera scuola.
Quello stesso pomeriggio, la nuova casa nella quale aveva trasclocato con suo padre crolla a casa di un terremoto di piccole proporzioni. Lei e suo padre rimangono senza casa, poiché non avevano previsto di pagare un'assicurazione adeguata per casi di terremoto. Fortunatamente, un vecchio amico di suo padre conosciuto al college decide di dar loro una mano, e li invita a vivere con lui. Xiang Qin viene così a sapere che il gentilissimo Zio Li è in realtà il padre di Jiang Zhi Shu.
A causa di questo inaspettato svolgersi degli eventi, Zhi Shu e Xiang Qin si trovano a vivere sotto lo stesso tetto. La madre di Zhi Shu aspira a vederli insieme, così persuade Zhi Shu a diventare il tutor personale di Xiang Qin e nel frattempo scatta numerose foto della coppia. Zhi Shu rimane freddo nei confronti di Xiang Qin, poiché pensa che lei sia una delle persone più stupide che abbia mai incontrato, e rifiuta di parlare a scuola. Durante lo svolgimento della serie, Zhi Shu si scioglie lentamente verso Xiang Qin, che prova in tutti modi a migliorare il suo rendimento scolastico per lui, mentre i due hanno a che fare con rivali in amore, il pensiero del loro futuro, e la loro relazione.

## Colonna sonora originale
- Titolo: It Started With a Kiss Original Soundtrack
- Data di pubblicazione: 21 ottobre 2005

| Traccia # | Titolo                                          | Artista                                    |
| --------- | ----------------------------------------------- | ------------------------------------------ |
| 1         | "Dream Waltz"                                   |                                            |
| 2         | "Say U Love Me" (sigla di apertura)             | Lara Veronin (梁心頤)、Jason Wang (王威登) |
| 3         | "Meet" (遇到)                                   | Fang Ya Xian (方雅賢)                      |
| 4         | "Love Ocean" (愛情海)                           | Ye Qing Long (葉慶龍)                      |
| 5         | "Heard" (聽見)                                  | Fang Ya Xian (方雅賢)                      |
| 6         | "Say U Love Me" (versione acustica)             |                                            |
| 7         | "Come A Little Closer" (靠近一點點)             | Lara Veronin (梁心頤)                      |
| 8         | "Can We" (能不能)                               | Jason Wong (王威登)、Landy Wen (溫嵐)      |
| 9         | "The Whole World Could Hear" (全世界的人都知道) | Wang Yu Yun (王俞勻)                       |
| 10        | "Peaceful World" (和平世界) (versione acustica) |                                            |
| 11        | "Regret" (後悔)                                 | He Shu Yu (何書宇)                         |
| 12        | "Practical Joke" (惡作劇) (sigla di chiusura    | Wang Lan Yin (王藍茵)                      |
| 13        | "Sky" (versione in inglese di Love Ocean)       | Ye Qing Long (葉慶龍)                      |

## Personaggi
- Yuan Xiang Qin (nell'anime Kotoko Aihara):  È innamorata del bellissimo e super-intelligente Zhi Shu sin dal loro primo anno di scuola superiore; lei, infatti, dopo aver sentito il suo discorso alla cerimonia di apertura dell'anno scolastico, nella sua veste di rappresentante degli studenti, se ne invaghisce completamente.

Due anni dopo, credendo di avere qualche possibilità, decide di consegnare una lettera d'amore al ragazzo che però la rifiuta in malo modo.
Dopo la distruzione della sua casa per un terremoto, lei e suo padre si trasferiscono a casa Irie, a causa dell'amicizia profonda che lega i padri dei due ragazzi. Risultato di questa convivenza forzata, Xiang Qin riesce a vincere la ritrosia che ha nei confronti di Zhi Shu; la sua perseveranza e determinazione piena di zelo nei suoi confronti sarà premiata. Alla fine verrà rivelato che anche Zhi Shu è innamorato di Xiang Qin.
Xiang Qin frequenta la Sezione F (la più bassa di livello), quella dei peggiori studenti; e rimarrà lì per tutto il periodo degli studi (con la prospettiva d'entrar in un dipartimento di stato molto basso all'università). Tuttavia ha una gran forza d'animo ed è molto impulsiva, il che solitamente la porta a mettersi nei guai ed ha bisogno d'essere salvata da più che imbarazzanti situazioni proprio grazie a Zhi Shu.
Quando Zhi Shu sceglierà di specializzarsi in chirurgia (dopo il ritorno dalla loro luna di miele alle Hawaii) deciderà di diventar infermiera al fine da poter sempre lavorare al fianco del suo amato.
- Jiang Zhi Shu (nell'anime Naoki Irie):  Risulta esser sempre il miglior studente dell'anno nella classifica nazionale (è il più bravo in tutti gli esami grazie al suo QI pari a 200) e qualunque cosa faccia finisce per farla alla perfezione, unico ed impareggiabile. È anche un bravo cuoco, oltre che un abilissimo tennista. All'inizio sembra non aver alcun vero obiettivo nella vita, essendo naturalmente destinato a continuar il lavoro del padre in azienda; ma in seguito decide di diventare un medico, grazie anche e soprattutto all'incoraggiamento ed ai buoni consigli ricevuti da Yuan Xiang Qin.

Ha un carattere in apparenza freddo e distante, quasi indifferente, impassibile di fronte a qualsiasi cosa: ma, sempre grazie a Kotoko, diventerà più solare e socievole, iniziando sempre più a provar sentimenti di protezione verso di lei. Da quando Yuan Xiang Qin è andata a vivere a casa sua, la sua esistenza quotidiana è stata letteralmente stravolta (ma, in definitiva, in meglio...)
Non mostra apertamente i suoi sentimenti fino a quando non scopre che Ah Jin ha chiesto ufficialmente a Shigeo la mano della figlia.

## Adattamento nelle Filippine
Quando la serie è stata messa in onda nelle Filippine nel 2006, ai personaggi sono stati dati nomi occidentali, cosicché Jiang Zhi Shu è diventato Michael, e Yuan Xiang Qin è diventata Jeannie. È stata una delle telenovela asiatiche con lo share di ascolti più alto durante il periodo di diffusione. È stata messa in onda sul canale ABS CBN.

## Messe in onda internazionali
La ABS-CBN è stata tentata a comprare i diritti della serie televisiva e fare un adattamento in pinoy, a causa della popolarità raggiunta dalla produzione.
La serie è andata in onda sul canale cinese Talentvision, in Canada.
La serie è andata in onda anche nella Corea del Sud nel marzo del 2007, nel canale via cavo Drama-Plus Channel della rete SBS. Grazie alla sua popolarità, i drama taiwanesi in generale hanno iniziato ad acquisire una certa importanza nel mercato sudcoreano.